# Vivanco
Vivanco är ett av Europas ledande leverantörer av utrustning och ansluta tillbehör. De distribuerar produkter inom segmenten konsumentelektronik, IT och telekommunikation. Vivancos säte ligger i Ahrensburg, Tyskland.